# Omphalotropis suteri
Omphalotropis suteri је пуж из реда Littorinimorpha и фамилије Assimineidae. 

## Угроженост
Подаци о распрострањености ове врсте су недовољни.

## Распрострањење
Острво Норфолк је једино познато природно станиште врсте.